# Poupées de théâtre
Pour plus de détails, voir Fiche technique et Distribution.
Poupées de théâtre (Sally, Irene and Mary) est un film américain réalisé par Edmund Goulding, sorti en 1925.

## Fiche technique
- Titre : Poupées de théâtre
- Titre original : Sally, Irene and Mary
- Réalisation : Edmund Goulding
- Scénario : Edmund Goulding, d'après une pièce de Eddie Dowling et Cyrus Wood
- Photographie : John Arnold
- Montage : Arthur Johns et Harold Young
- Direction artistique : Cedric Gibbons, Merrill Pye et Erté (non crédité)
- Costumes : Erté (non crédité)
- Société de production : Metro-Goldwyn-Mayer
- Pays d'origine :  États-Unis
- Langue : Anglais
- Format : Noir et blanc - film muet
- Durée : 58 minutes
- Date de la sortie : 
  - États-Unis : 1925

## Distribution
- Constance Bennett : Sally
- Joan Crawford : Irene
- Sally O'Neil : Mary
- William Haines : Jimmy Dungan
- Henry Kolker : Marcus Morton
- Douglas Gilmore : Glen Nester
- Ray Howard : Charles Greenwood
- Kate Price : Mme Dugan
- Aggie Herring : Mme O'Brien
- Sam De Grasse : Officier O'Dare
- Lillian Elliott : Mme O'Dare
- Edna Mae Cooper : Maggie